# لارس هامان
لارس هامان (بالألمانية: Lars Hamann)‏ هو رامي الرمح ‏ ألماني، ولد في 4 أبريل 1989 في مايسن في ألمانيا.

## وصلات خارجية
- لارس هامان على موقع الاتحاد الدولي لألعاب القوى (الإنجليزية)
- لارس هامان على موقع الاتحاد الألماني لألعاب القوى (الألمانية)
- لارس هامان على موقع الدوري الماسي (الإنجليزية)
- لارس هامان على موقع اللجنة الأولمبية الألمانية (الألمانية)